# トニー・マルキ
アントニー・"トニー"・ヴィットーリオ・マルキ（Anthony "Tony" Vittorio Marchi、1933年1月21日 - 2022年3月16日）は、イングランド・ロンドンインフィールド区エドモントン出身の元サッカー選手。ポジションはミッドフィールダー。

## 概要
キャリアのほとんどをトッテナム・ホットスパーFCで過ごした。主にダニー・ブランチフラワーとデイヴ・マッケイのサブとしてプレー。またセリエAでも2シーズンプレーした。

## タイトル
トッテナム
- リーグ:1950-51,1960-61
- FAカップ:1960-61,1961-62
- FAチャリティ・シールド:1951,1961,1962
- UEFAカップウィナーズカップ:1962-63